# Puls Reportage
Puls Reportage ist ein deutscher YouTube-Kanal. Er gehört zu Puls, dem Netzwerk des Bayerischen Rundfunks für junge Zuschauer. Turnusgemäß erscheint jeden Mittwoch um 15 Uhr eine neue Folge.

## Konzept
Die Videos von Puls Reportage zeigen Selbstversuche der Moderatoren und Beiträge über verschiedene gesellschaftliche Themen. Das Format richtet sich dabei vor allem an ein junges Publikum. In den Selbstversuchen beschäftigen sich die Moderatoren u. a. mit verschiedenen Ernährungsformen, Nachhaltigkeit und Reisen oder nehmen an Aktionen wie einem Survival-Training teil. Sie treffen auch blinde, gehörlose und kleinwüchsige Menschen.
Die Videos haben eine Länge von 15 bis 25 Minuten. Üblicherweise erscheint mittwochs um 15 Uhr eine neue Folge.

## Moderatoren
Von Beginn an sind Ariane Alter und Sebastian Meinberg als Moderatoren dabei. Sie treten parallel dazu auch im Unterhaltungsformat Das schaffst du nie! auf. Nadine Hadad kam 2019 hinzu und verließ das Format im Januar 2024 wieder. Seit November 2023 gehören Leah Nlemibe und Kevin Ebert zum Team. Meinberg verließ Puls Reportage im September 2024.

## Geschichte
Puls Reportage ist der Nachfolger der Sendung Puls im TV, die vom 24. Mai 2013 bis Ende 2017 im Bayerischen Rundfunk ausgestrahlt wurde. Seit dem Wechsel vom linearen Fernsehen ins Internet werden die Reportagen auf dem Youtube-Kanal veröffentlicht.

## Auszeichnungen
- Medienpreis HIV/Aids 2015/16 (Puls im TV)
- Deutscher Medienpreis Depressionshilfe 2017 (Puls im TV)
- Dr. Georg Schreiber-Medienpreis 2018
- Caritas Medienpreis für Sozialcourage 2019
- acatech Punkt 2019
- Journalistenpreis der Stiftung AtemWeg 2020
- Journalistenpreis Informatik 2021 und 2022
- Journalistenpreis Deutsche Gesellschaft für Ernährung 2022
- Münchner Sozialcourage Medienpreis 2023